# Končiny 2.díl
Končiny 2.díl jsou samota, díl osady Končiny v katastrálním území Horní Sloupnice a část obce Sloupnice u Litomyšle v okrese Svitavy. Nachází se 2 km na jih od Sloupnic. V roce 2009 zde byly evidovány dvě adresy. V roce 2001 zde trvale žili dva obyvatelé
Samotu tvoří dům čp. 7 a usedlost čp. 8. Západně od domů křižuje údolí silnice III. třídy, na níž se zde nachází autobusová zastávka „Sloupnice, Končiny“. Po délce prochází údolím cesta se zeleně značenou pěší turistickou trasou, 1. díl Končin se nachází asi 1 kilometr níže po proudu Končinského potoka.
Sousedící kaple Panny Marie Lurdské s pramenem a křížovou cestou však patří již na území Kornice, potažmo města Litomyšle.

## Další fotografie

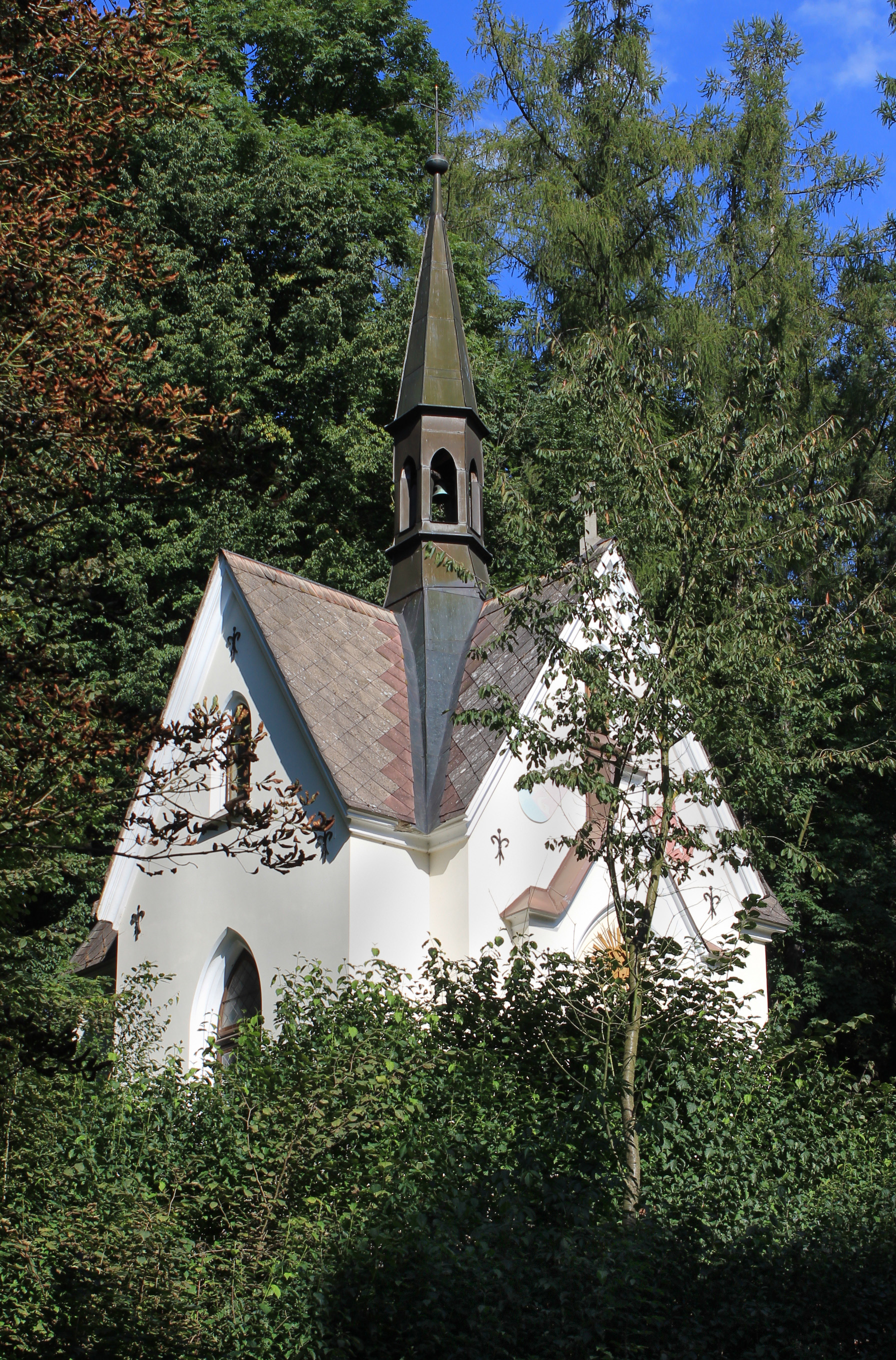
Kaple s křížovou cestou
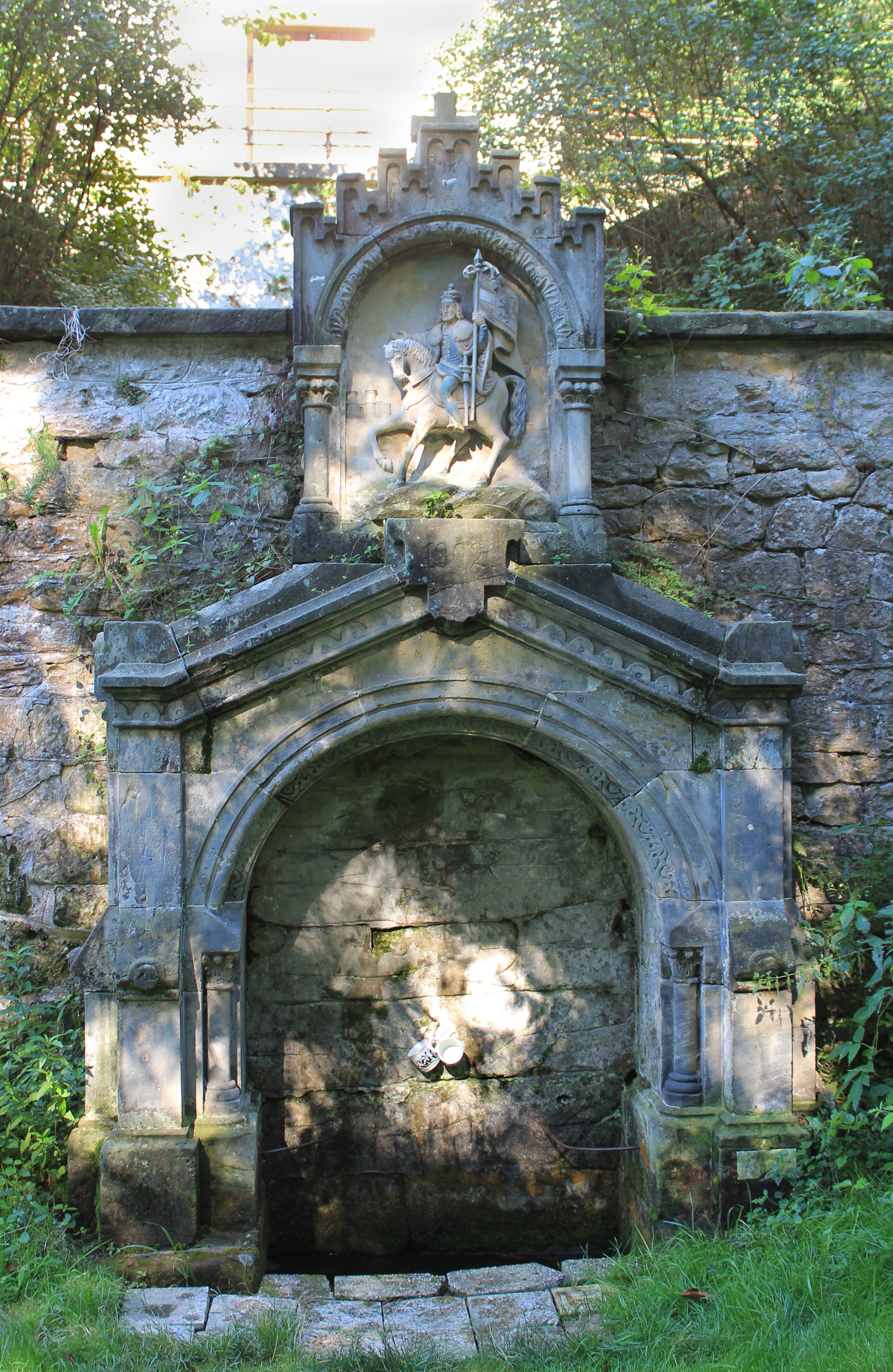
Studánka pod kaplí